# Aston Junction

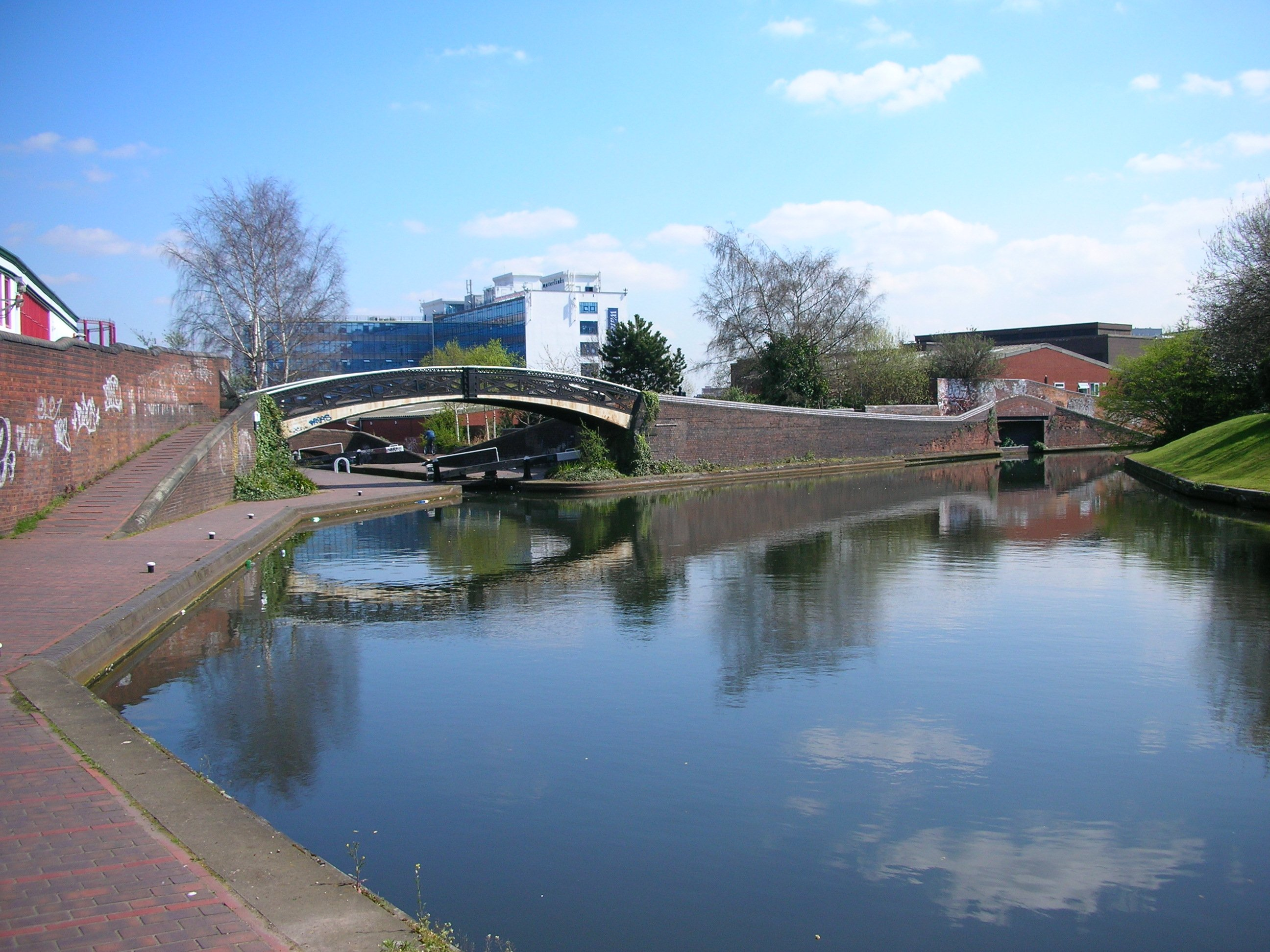
Aston Junction.

Aston Junction är den knutpunkt (engelska junction) där kanalen Digbeth Branch Canal slutar och övergår i kanalen Birmingham and Fazeley Canal vid Aston, Birmingham, England.